# Walter Devereux (1er comte d'Essex)
Pour les articles homonymes, voir Walter Devereux.
Walter Devereux, 1er comte d'Essex, né le 16 septembre 1541 et mort le 22 septembre 1576, est un aristocrate et général anglais.
De 1573 jusqu'à sa mort, il a combattu en Irlande dans le cadre des plantations en Irlande, où il a ordonné le massacre de l'île de Rathlin.
Il est le père du favori d'Élisabeth Ire, Robert Devereux, 2e comte d'Essex.

## Carrière
À la mort de son grand-père,, Walter Devereux devint le 27 septembre 1558 le 2nd vicomte Hereford et le 10e baron Ferrers of Chartley. On lui confia la garde conjointe de la reine d'Écosse en 1568, et obtint la lieutenance du Staffordshire en 1569 (qu'il conserva jusqu’à sa mort). Devereux rendit à la Couronne des services signalés en réprimant la Rébellion du Nord de 1569, en tant que maréchal sous les ordres d'Ambrose Dudley (3e comte de Warwick) et de Lord Clinton. Pour son zèle renouvelé au service de la reine Élisabeth, il fut élevé au rang de chevalier de la Jarretière le 17 juin 1572 et fut créé comte d'Essex et d’Ewe, puis vicomte Bourchier le 4 mai 1572,,.
Avide de prouver « son dévouement au service de Sa Majesté », il offrit, moyennant certaines conditions, de soumettre ou de coloniser à ses frais une partie de la province d'Ulster, qui à l'époque était entièrement sous la coupe du clan O'Neill, avec à leur tête Brian MacPhelim et Turlough Luineach, ainsi que les Scots de Sorley Boy MacDonnell. Sa proposition, à quelques détails près, fut agréée. Il fit voile pour l'Irlande au mois de juillet 1573, accompagné de nombreux gentilshommes et un corps expéditionnaire d'environ 1 200 hommes.
Son entreprise fut d'abord contrariée par de mauvais présages ; une tempête dispersa sa flotte et fit dériver ses vaisseaux jusqu'à Cork et l’Île de Man. Son armée ne parvint à se regrouper qu'à la fin de l’automne, si bien qu'il dut prendre ses quartiers d'hiver retranché dans Belfast, où la troupe fut décimée par la malnutrition et les désertions.
Il s'ensuivit diverses intrigues et l'instauration d'une sorte de guérilla, où Essex eut des relations tendues non seulement avec son envoyé Fitzwilliam mais aussi avec la reine. Sa situation était périlleuse, et ses manœuvres offensives en Ulster se soldèrent par des raids et le massacre des hommes du clan des O'Neill. Au mois d’octobre 1574, il captura par traîtrise MacPhelim lors de pourparlers à Belfast, et après avoir assassiné ses gardes, fit exécuter son prisonnier, sa femme et son frère à Dublin. Il fit arrêter le connétable William Piers, qui avait poussé les Scots à quitter l'Ulster, et l'accusa d'avoir comploté avec Brian mac Phelim O'Neill. Essex fit arrêter Piers et le mit en détention au château de Carrickfergus en décembre 1574, mais Piers fut libéré et il exécuta à son tour Brian mac Phelim O'Neill pour trahison.
Après avoir encouragé Essex à se préparer à attaquer le chef irlandais Tirlogh Luineach, apparemment à l’instigation du comte de Leicester, la reine lui commanda subitement de « mettre un terme à son entreprise. » Elle lui conserva toutefois un certain pouvoir discrétionnaire, et il s'en servit pour vaincre Turlogh Luineach et châtier le Comté d'Antrim. Il fit également massacrer plusieurs centaines des partisans de Sorley Boy, principalement des femmes et des enfants réfugiés dans les grottes de l’Île de Rathlin pour échapper au débarquement des hommes de Sir Francis Drake et de Sir John Norreys.
Il rentra en Angleterre à la fin de l'année 1575, résolu « à mener désormais une existence paisible » ; mais on le convainquit d'accepter l'offre de la reine de le faire Comte-maréchal d'Irlande. Il débarqua à Dublin au mois de septembre 1576, mais mourut trois semaines plus tard de dysenterie. On soupçonna d'abord un empoisonnement à l'initiative du comte de Leicester, qui épousa sa veuve, Lettice Knollys, deux ans plus tard ; mais une enquête post-mortem révéla que le comte d'Essex était bien mort de causes naturelles. Le titre de comte d'Essex fut repris par son fils Robert.